# Aaptos niger
Aaptos niger är en svampdjursart som beskrevs av Kazuo Hoshino 1981. Aaptos niger ingår i släktet Aaptos och familjen Suberitidae.
Artens utbredningsområde är havet kring Japan. Inga underarter finns listade i Catalogue of Life.